# Renato Tapado
Renato Tapado (Porto Alegre, 1962) é um escritor brasileiro radicado em Florianópolis desde 1974.
Em 1987, participou da antologia poética Partilhas (Brasília: Thesaurus/ed. dos autores) e publicou Poemas para quem caminha (Florianópolis: Fundação Catarinense de Cultura/Editora da UFSC), com o qual obteve o Prêmio Luís Delfino de Poesia. Em 1988, publicou Sete procuras (folheto) (Fpolis: Edições Sanfona, edição de Silveira de Souza e Flávio José Cardozo). Em 1990, formou-se em Letras Português/Espanhol na Universidade Federal de Santa Catarina e publicou De laços abertos (São Paulo: ed. do autor/Ed. Scortecci). De 1987 até 1990, trabalhou como professor de Espanhol em diversos cursos.
Em 1991, foi trabalhar como tradutor na Editora José Martí em Havana (Cuba). Participou da antologia 18 poetas catarinenses — a mais nova geração deles (Semprelo/FCC). De volta ao Brasil em 1992, começou o mestrado em Teoria Literária na UFSC e publicou Gravuras (Fpolis: ed. do autor), livrinho sobre o qual um grupo de artistas plásticos do Atelier Livre da Prefeitura de Porto Alegre fez um álbum de gravuras. Em 1993, publicou Mínimas (Fpolis: Ed. Letras Contemporâneas). No ano seguinte, trabalhou como gerente de Letras na Fundação Catarinense de Cultura, mas logo pediu demissão. Publicou com o artista plástico Jayro Schmidt Imagem (Fpolis: folheto-poema, ed. dos autores), trabalhou como ator no curta-metragem Alva paixão, de Maria Emília de Azevedo (Festival de Gramado 1995),  e participou da antologia poética Ilhíada (Fpolis: Ed. Athanor, organizada pelo pintor e poeta Rodrigo de Haro).
Em 1995, Renato Tapado traduziu com Marie-Hélène Torres Poemas, de Pierre Reverdy, e defendeu sua dissertação de mestrado, intitulada Estratégias felinas, sobre Poesia Brasileira Contemporânea, estudando as obras de Armando Freitas Filho e Sebastião Uchoa Leite. Escreveu, em todo esse período, diversos artigos para os jornais O Estado, Jornal de Santa Catarina, Diário Catarinense e A Notícia. De julho 1996 a dezembro de 1997, foi trabalhar como professor de Português na Universidad Nacional del Nordeste (Resistencia, Argentina). Em 1998, começou o doutorado em Teoria Literária na UFSC e passou a trabalhar como professor de Espanhol e Teoria da Literatura na Unisul, onde foi coordenador-adjunto de Letras até o ano 2000, quando pediu demissão. Publicou com o artista plástico Jayro Schmidt o livro de prosa poética Massala (Fpolis: ed. dos autores/Ed. Bernúncia).
Em 2001, escreveu o texto do curta-metragem Roda dos Expostos (2001), de Maria Emília Azevedo (Prêmio de Melhor Fotografia no Festival de Cinema de Gramado 2001). No ano seguinte, publicou o diário feminino Mulher azul (Fpolis: ed. do autor/Ed. Bernúncia). Em 2003, participou da antologia Poesia contemporânea em Santa Catarina (Fpolis: Ed. Garapuvu) e traduziu o livro Poeta em Nova York, de Federico García Lorca (Fpolis: Ed. Letras Contemporâneas). Em 2005, foi um dos criadores e editores do Jornal Ego, que durou um ano (seis números). Em 2006, compôs a trilha sonora do documentário Dyckias – Tempos de extinção, Prêmio DOC TV 2006, de Iur Gomez. Em 2007 publicou O lugar do escritor: um ensaio sobre Emil Cioran. Em 2008 participou da antologia O novo conto catarina(Fpolis: Editora da UFSC) e passou a viver parte do tempo em Buenos Aires. Em 2009 publicou o livro de contos Viagens (Fpolis: Ed. da UFSC). Em 2010 participou da antologia Emil Cioran e a filosofia negativa: homenagem ao centenário de nascimento (Porto Alegre: Sulina). Em 2011 participou da antologia Moradas de Orfeu (Fpolis: Letras Contemporâneas) e publicou 10 poemas na Revista Coyote número 23 (Londrina/Iluminuras). Também em 2011 foi lançado o filme Mulher azul, de Maria Emília de Azevedo, baseado em livro homônimo do autor. Em 2012 Publicou Mulher azul/Mujer azul (edição bilíngue português/espanhol). (Fpolis: Secretaria de Cultura e Arte da UFSC). Renato Tapado é revisor de português e tradutor de espanhol. Publicou sete livros.